# Phyllodytes tuberculosus
Phyllodytes tuberculosus é uma espécie de anfíbio da família Hylidae. Endêmica do Brasil, pode ser encontrada nos municípios de Maracás e Santa Inês, no estado da Bahia.